# 泰倫佐斯島

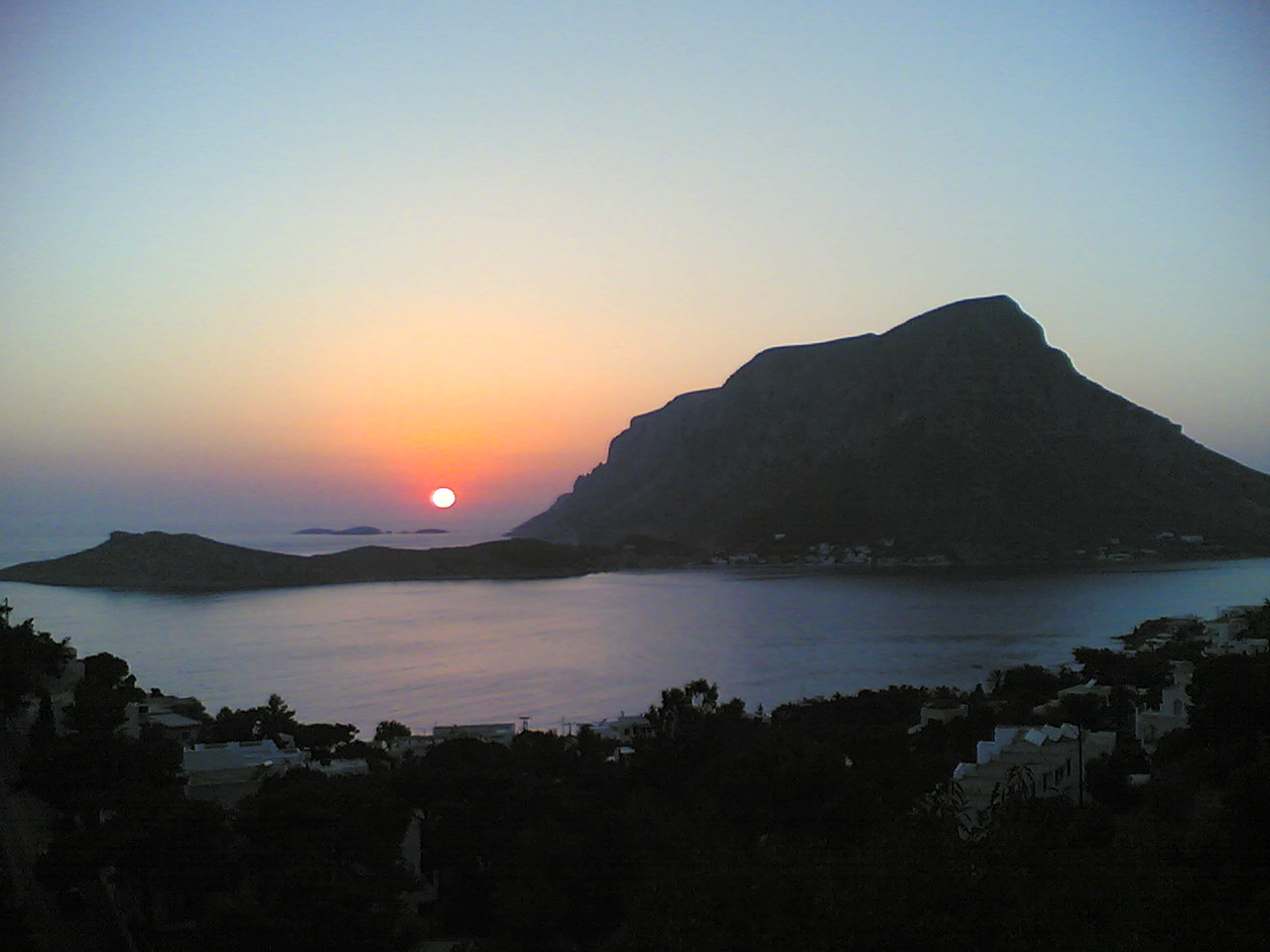

泰倫佐斯島是希臘的島嶼，位於卡林諾斯島以西1公里的愛琴海東南部，由南愛琴大區負責管轄，屬於十二群島的一部分，長3.8公里、寬1.6公里，面積4.648平方公里，最高點海拔高度459米，2001年人口54。